# Tokito Oda
Tokito Oda (n. 8 mai 2006, Ichinomiya, Japonia) este un sportiv ce a reprezentat Japonia. A participat la competiții asociate Jocurilor Olimpice în care a câștigat o medalie de aur și o medalie de argint.